# Vicentico
Gabriel Julio Fernández Capello (Buenos Aires, 24 de julho de 1964), conhecido artisticamente como Vicentico, é um cantor, músico e compositor argentino. Co-fundador e vocalista da banda Los Fabulosos Cadillacs, começou sua carreira em paralelo como solista em 2002.

## Discografia

### ComLos Fabulosos Cadillacs
- Bares y fondas (1986)
- Yo te avisé!! (1987)
- El ritmo mundial (1988)
- El satánico Dr. Cadillac (1989)
- Volumen 5 (1990)
- Sopa de caracol (1991)
- El León (1992)
- Vasos Vacíos (1993)
- En Vivo en Buenos Aires (1994)
- Rey azúcar (1995)
- Fabulosos Calavera (1997)
- La Marcha del Golazo Solitario (1999)
- Hola (2001)
- Chau (2001)
- La luz del ritmo (2008)
- El arte de la elegancia (2009)
- La salvación de Solo y Juan (2016)
- En vivo en The Theater at Madison Square Garden (2017)

### Em solitário
- Vicentico (2002)
- Los rayos (2004)
- Los pájaros (2006)
- Sólo un momento (2010)
- Solo un momento en vivo (2011)
- Vicentico 5 (2012)
- Último acto (2014)

## Filmografia
- 1000 boomerangs (1995)
- Silvia Prieto (1998)
- Historias de Argentina en vivo (2001)
- Los guantes mágicos (2003)
- Me casé con un boludo (2016)